# Interpretacija
Interpretacija, vrsta stručnog djela. Predstavlja usmeno ili pisano obrazloženje nekoga djela, odnosno izlaganje kojemu je svrha objasniti osnovne postavke koje je autor prezentirao u svome djelu.